# Lisa Gunnarsson
Lisa Ulrika Gunnarsson (* 20. August 1999 in Stockholm) ist eine schwedische Stabhochspringerin.

## Sportliche Laufbahn
Lisa Gunnarsson wurde in Stockholm geboren, lebte bis 2011 aber in Argentinien und Luxemburg und wohnt seitdem in Frankreich. 2013 begann sie mit dem Stabhochspringen und konnte schnell große Erfolge feiern. 2015 nahm sie erstmals an den schwedischen Hallenmeisterschaften teil und wurde dort Fünfte. Im selben Jahr erfolgte auch die Teilnahme an den U20-Europameisterschaften, bei denen sie im Alter von 16 Jahren Fünfte wurde. Des Weiteren gewann sie 2015 die Silbermedaille beim Europäischen Olympischen Jugendfestival und die Bronzemedaille bei den schwedischen Meisterschaften. 2016 gewann sie bei den französischen Hallenmeisterschaften ebenfalls die Bronzemedaille und stellte im Mai einen neuen Jugendweltrekord von 4,50 Metern auf. Bei den Europameisterschaften 2016 in Amsterdam scheiterte sie in der Qualifikation. Eine Woche darauf wurde sie Siebte bei den U20-Weltmeisterschaften im polnischen Bydgoszcz mit übersprungenen 4,10 m. Sie wurde auch französische Meisterin und egalisierte dort mit 4,50 ihren eigenen Rekord. Bei den schwedischen Meisterschaften gewann sie die Bronzemedaille.
2017 erzielte sie im Finale bei den Halleneuropameisterschaften den sechsten Platz und verbesserte dort ihren eigenen Weltrekord auf 4,55 m. Zudem wurde sie französische Hallenmeisterin und gewann erneut die Bronzemedaille bei den schwedischen Hallenmeisterschaften. Bei einem Meeting in Blois im Juni 2017 egalisierte sie ihren Rekord von 4,55 Metern auch im Freien und qualifizierte sich damit für die Weltmeisterschaften in London. Bei den U20-Europameisterschaften im italienischen Grosseto gewann sie die Goldmedaille und somit ihre erste Medaille bei einer Großveranstaltung. Bei den Weltmeisterschaften schied sie mit 4,35 m in der Qualifikation aus. 2018 gewann sie bei den U20-Weltmeisterschaften in Tampere mit 4,35 m die Silbermedaille hinter der Tschechin Amálie Švábíková. Damit qualifizierte sie sich für die Europameisterschaften in Berlin, bei denen sie mit 4,35 m in der Vorrunde ausschied. 2021 gewann sie bei den U23-Europameisterschaften in Tallinn mit 4,40 m die Bronzemedaille hinter der Tschechin Amálie Švábíková und Molly Caudery aus dem Vereinigten Königreich. Zudem wurde sie in diesem Jahr NCAA-Meisterin im Stabhochsprung. Im Jahr darauf schied sie bei den Weltmeisterschaften in Eugene mit 4,10 m in der Qualifikationsrunde aus und verpasste dann bei den Europameisterschaften mit 4,10 m den Finaleinzug.
2022 wurde Gunnarsson schwedische Meisterin im Stabhochsprung.